# 박기선 (울주군의원)
박기선(朴基善, 1964년 8월 20일)은 대한민국의 정치인이다. 제6대 울주군의원을 지냈다. 현재는 더불어민주당 중앙당 국민 통합특별위원회 부위원장으로 활동 중이다.

## 생애
1964년 출생. 울산광역시 동구에서 전하초등학교, 대현중학교, 울산고등학교 및 울산대학교를 졸업했다.

## 이력

### 정치 경력
- 2004년 총선을 계기로 열린우리당에 입당 후, 지방선거•총선에서 선거본부장을 맡았다.
- 이후 울산시당 상근 당직(조직, 총무)으로 활동하였다.
- 2010년 6.2지방 선거에서 민주당 울주군 기초의원 후보(범서, 청량, 웅촌)로 출마하여 석패(惜敗) 하였다.
- 2012년 문재인 대통령 후보 울산 선대위 동행 1본부장을 맡았다.
- 2014년 지방선거에 출마하여 그동안 민주당의 불모지라고 할 수 있는 울산에서, 특히 보수 색채가 강한 울주군에서 울산 최초 민주당 후보로 당선되었다.
- 2017년 문재인 대통령 후보 울산 선대위 공동본부장을 맡아 정권 탈환의 주춧돌 역할을 자처했다.
- 2018년 6.4지방 선거 재선에 도전하였으나 당선에는 실패하였다.
- 더불어민주당 울주군 지역위원회에서 상무위원을 맡고 있다.

### 시민 사회 운동
- 시민사회단체와 함께 반구대암각화 울산시민모임공동대표를 맡아 울산 반구대암각화의 문화재청 우선 등재와 세계문화유산 등재를 위한 활동을 하고 있다.
- 울주정책포럼 자문위원으로 지역 정책결정의 자문 역할을 하고 있다.
- 울산환경운동연합 운영위원으로 재임중이다.
- 태화강백리대숲 나눔스토리 울주군대표로 활동중이다.

## 역대 선거 결과
|  | 12.15% |

|  | 21.71% |

|  | 2.99% |

1. ↑  호적상 1965년 1월 15일,